# Українська Православна Нива
«Українська Православна Нива» — місячник, орган Генерального Церковного Управління УАПЦ у Бразилії; виходила 1953—1974 років у Куритибі (1953—54 під назвою «Листок», 1954—55 — «Православна Нива»); наклад 200—800 примірників.
Редакторами були отець Ф. Кульчицький (до 1963) і С. Плахтин.